# Jevgeni Onegin (roman)

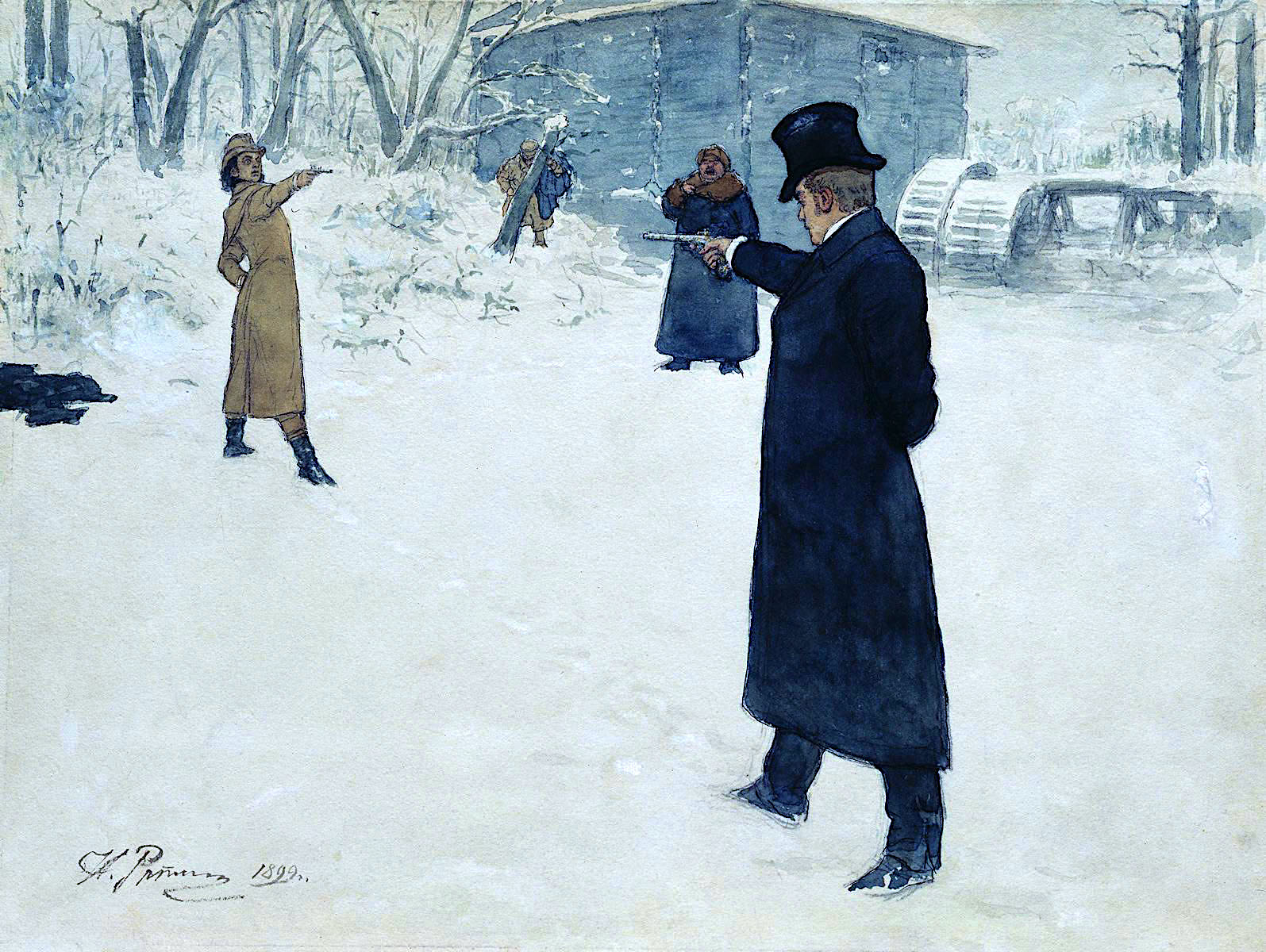
Schilderij van Ilja Repin, 1899: duel tussen Onegin en Lenski

Jevgeni Onegin (Russisch: Евге́ний Оне́гин, toenmalige spelling: Евгеній Онѣгинъ) is een roman in verzen geschreven door Aleksandr Poesjkin. Jevgeni Onegin bestaat uit 8 delen. Elk deel verscheen afzonderlijk, in tijdschriften, tussen 1825 en 1831. Het volledige werk werd gepubliceerd in 1833.

## Intrige
Onegin, een jonge dandy uit de aristocratische kringen van Sint-Petersburg, woont op het landgoed dat zijn oom hem heeft nagelaten. Levensmoe en melancholisch gaat hij bij aanvang van het boek met niemand om, maar sluit weldra vriendschap met Lenski, een jonge romanticus die in Göttingen heeft gestudeerd. Lenski is verloofd met Olga Larina, een meisje uit de buurt. Onegin en Lenski bezoeken vervolgens de familie Larin, een typisch voorbeeld van de provinciale landadel. Onegin wordt bekoord door de oudere zuster van Olga, Tatjana, een stil, dromerig, wat naïef meisje. Ook zij wordt direct verliefd op Onegin en bekent haar gevoelens in een brief. Onegin berispt haar in eerste instantie echter vriendelijk, alles conform de toen geldende conventie.
Tijdens een bal bij de Larins beledigt Onegin kort daarna zijn vriend Lenski. Lenski daagt hem uit, Onegin aanvaardt het duel en doodt zijn vriend. Gekweld door zijn geweten gaat hij op reis. Wanneer hij drie jaar later terugkeert, blijkt Tatjana getrouwd met een kennis van hem, een prins uit de hoge adel. Ze ontvangt hem koel en beheerst, maar Onegin begrijpt direct dat ze nog van hem houdt en dat ze ongelukkig is. Hij verklaart haar zijn liefde, maar zij wijst hem af en blijft trouw aan haar huwelijksgelofte.

## Typering

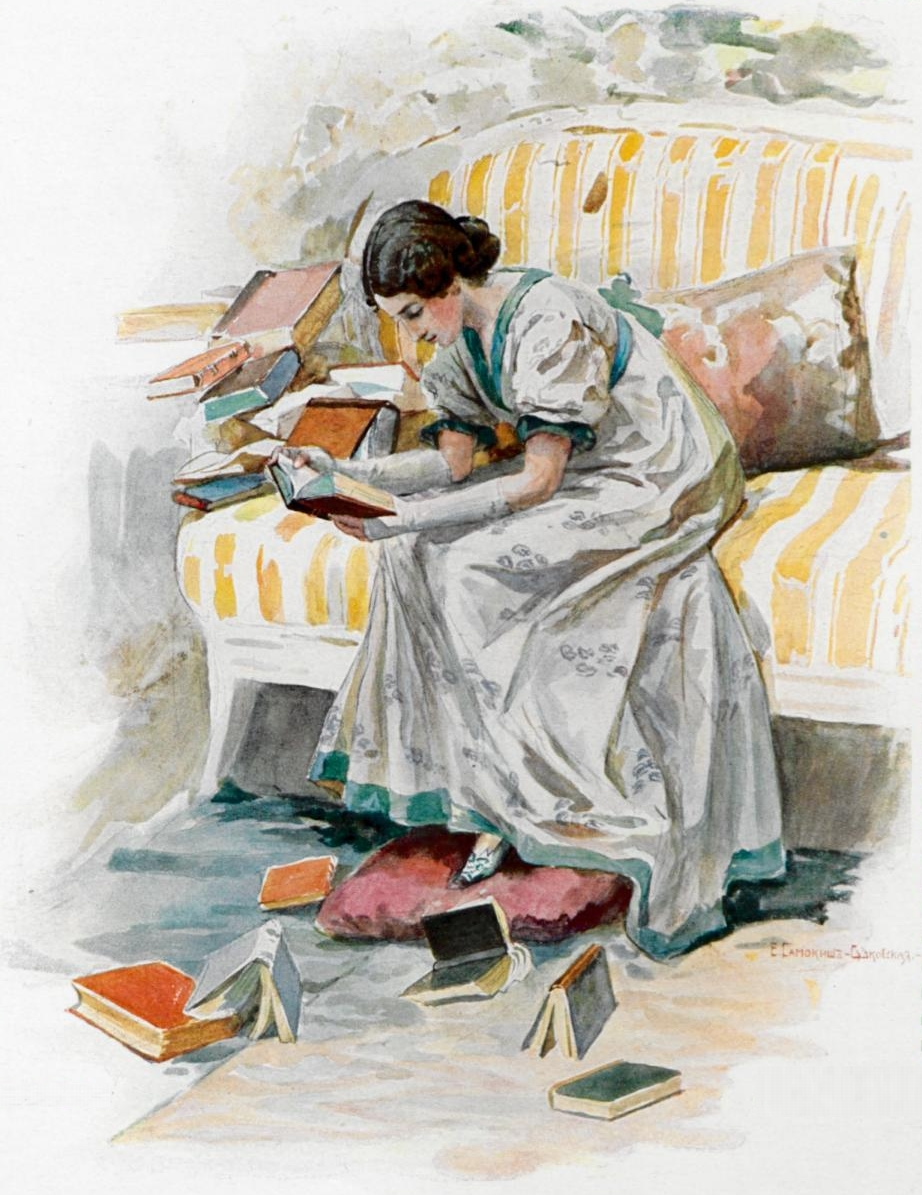
Tatjana leest een boek

Jevgeni Onegin werd reeds direct na verschijnen door critici geroemd om innovatieve rijmschema’s, de lichte, ongedwongen, humoristische toon en de natuurlijke dictie, alles zo geheel anders dan de toentertijd gangbare zware classicistische stijl.
Los van de stijl wordt Jevgeni Onegin ook algemeen gezien als baanbrekend in haar thematiek. Het centrale onderwerp van het drama is de complexe wisselwerking tussen kunst en leven en de vermenging van westerse en Russische begrippen, die zo typerend is voor Tatjana en de cultuur waarin ze leeft. Het ene moment leest ze een romantisch boek, het volgende moment luistert ze naar de verhalen vol volksbijgeloof van haar kindermeisje. Ze wordt verscheurd door de aantrekkingskracht van alles wat Europees is enerzijds en haar Russische wortels anderzijds, een tweestrijd “die emblematisch is voor de Russische aristocratie uit het begin van de 19e eeuw en misschien wel kenmerkend voor de gehele Russische cultuur sinds de achttiende eeuw”.

## Waardering
Jevgeni Onegin wordt in de literatuurwetenschap algemeen beschouwd als een markerend moment in de Russische letteren, die tot aan het jaar van haar verschijnen hoofdzakelijk werd gezien als een imitatie van West-Europese stijlen, zonder eigen karakter. Ook is het werk te zien als een overgangswerk van poëzie (die de Russische literatuur tot aan 1830 domineerde) naar proza, en daarmee een prelude voor de zogenoemde ‘gouden periode’ van Tolstoj, Toergenjev, Dostojevski en Tsjechov, die volgde in de tweede helft van de 19e eeuw. Weststeijn en Langeveld noemen Onegin in de openingszin van hun Moderne Russische Literatuur (2005) “de primaire toetssteen voor alle Russische schrijvers en dichters en onuitwisbaar aanwezig in de harten van iedere Rus die enige opleiding genoten heeft”. Feit is dat geen enkel boek in Rusland meer drukken heeft beleefd dan Onegin.

## Vertalingen in het Nederlands
Jevgeni Onegin werd vijf keer in het Nederlands vertaald:
- door B. Ginzburg en W. Huisman,
- door L. van Stekelenburg,
- door W. Jonker (uitgave Russische Bibliotheek, 1989),
- door Hans Boland (als deel 5 van het verzameld werk van Poesjkin, waaraan Boland sinds 1999 werkt, verschenen bij uitgeverij Papieren Tijger, 2010)
- en door Michel Lambrecht (verschenen bij Benerus, Antwerpen, 2e, herziene vertaling 2004, geïllustreerd en met uitvoerige toelichtingen).

## Adaptaties
- Van Jevgeni Onegin werd door Pjotr Iljitsj Tsjaikovski in 1879 een bekende opera gemaakt: zie Jevgeni Onegin (opera).
- Sigizmund Krzizjanovski maakte voor de viering van Poesjkins 100e sterfdag in 1936 een theaterbewerking van  Jevgeni Onegin, waarvoor Sergej Prokofjev de toneelmuziek componeerde. Door politieke problemen en artistieke meningsverschillen is deze productie nooit op de planken gebracht.
- Jevgeni Onegin is vaker tot toneelstuk bewerkt, bijvoorbeeld door Guy Cassiers.
- Jevgeni Onegin werd in 1999 als Engelse productie verfilmd door Martha Fiennes, met Ralph Fiennes en Liv Tyler in de hoofdrollen.

## Fragment:de onthulling van Tatjana
Ik haat dit klatergouden leven,

Onegin, al die pronk en praal,

mondain succes, me toegeschreven

door wie ‘k in mijn paleis onthaal.

Ik zou die glans en die parade

en heel die dwaze maskerade

met grote vreugde en met dank

nu geven voor een boekenplank,

een wilde tuin, ons schamel huisje,

voor ’t plekje waar ik op een dag,

Onegin, voor het eerst u zag,

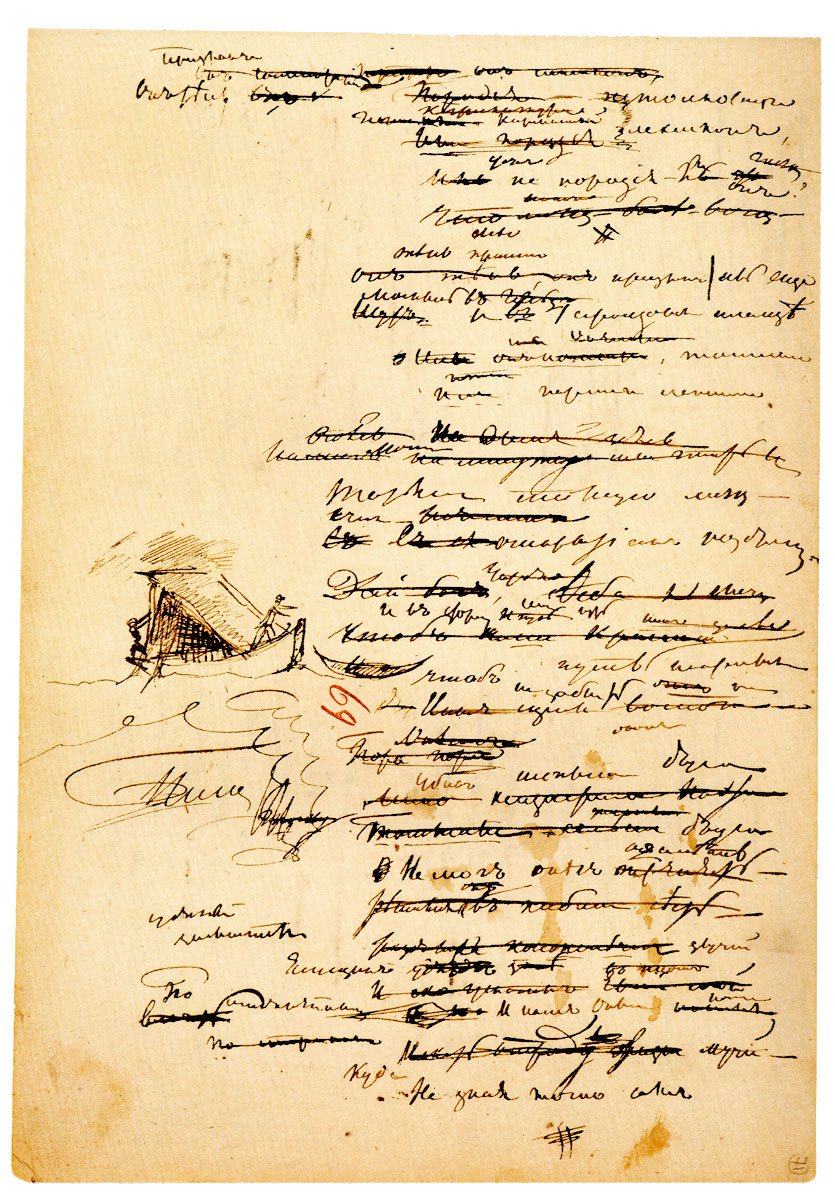
Deel van het manuscript, deel 4, 1828

voor ’t stille kerkhof, waar een kruisje

een graf bewaakt, de lommerlust

waarin mijn arme njanja rust.

(Vertaling W. Jonker)